# CAM Express
CAM Express — модульный, конфигурируемый пакет решений от Siemens PLM Software для числового программного управления станками (ЧПУ). CAM Express может использоваться как отдельный продукт независимо от применяемых систем автоматизированного проектирования (САПР). Решение доступно для комплексного использования с продуктами Solid Edge и NX от Siemens PLM Software .  

## Обзор решения
Программа CAM Express поставляется в виде модульных, конфигурируемых пакетов решений:
- CAM Express Foundation – пакет базовых функций;
- CAM Express 5 Axis Machining – расширенный пакет для программирования фрезерной обработки;
- CAM Express Total Machining  – полнофункциональный пакет для числового программного управления станками;

### Возможности базового пакета CAM Express Foundation
CAM Express Foundation обеспечивает базовые функции программирования обработки на станках с ЧПУ:
- Трансляторы файлов, созданных в различных CAD-системах;
- Моделирование сборок, представляющих технологическую систему станка;
- Pедактирование моделей, предназначенные для внесения изменений при разработке управляющей программы, в том числе и при помощи синхронной технологии;
- Визуализацию и проверку процесса обработки;
- Приложение для графического создания и редактирования постпроцессоров;
- Средства создания технологической документации;
- Доступ к библиотеке режимов резания;
- Систему встроенной помощи[4].

### Возможности пакета CAM Express 5 Axis Machining
CAM Express 5 Axis Machining – пакетное решение для технологической подготовки фрезерных операций. Симуляция обработки на станке обеспечивает визуализацию и контроль сложных 5-координатных перемещений. Пакет CAM Express 5 Axis Machining включает:
- Базовые функции пакета CAM Express Foundation;
- Функции для 2.5-, 3- и 5-координатного фрезерования;
- Симуляцию обработки на станке, обеспечивающую среду визуализации кинематики станка, включая отработку программ в G-коде, контроль столкновений и многоканальную синхронизацию перемещений рабочих органов[5].

### Возможности пакета CAM Express Total Machining
CAM Express Total Machining - пакетное решение для программирования обработки, которое подходит   предприятиям, выпускающим разнообразную продукцию на различных типах станков. CAM Express Total Machining включает:
- Базовые функции пакета CAM Express Foundation;
- Функции для 2.5-, 3- и 5-координатного фрезерования и симуляцию обработки на станке;
- Функции генерации траекторий инструмента при токарной обработке, включая режим обучения и прочие методы ручного управления;
- Функции программирования 4-х координатной электроэрозионной обработки, включая специальные виды перемещений при входе и выходе электрода, а также черновую обработку с полным удалением материала;
- Редактор правил для модуля обработки на основе элементов, поддерживающий функции создания и редактирования задаваемых правилами процессов автоматизации и описания геометрии конструктивных элементов при помощи Редактора технологических знаний.

### Дополнительные возможности
Функциональность описанных выше пакетных решений расширяется за счет модуля программирования 5-и координатной фрезерной обработки моноколес и крыльчаток.